# Попинзелешть
Попинзелешть, Попинзелешті (рум. Popânzălești) — село у повіті Долж в Румунії. Входить до складу комуни Дреготешть.
Село розташоване на відстані 162 км на захід від Бухареста, 20 км на схід від Крайови.

## Населення
За даними перепису населення 2002 року у селі проживали 637 осіб, усі — румуни. Усі жителі села рідною мовою назвали румунську.